# Południowoałdańskie Zagłębie Rud Żelaza
Południowoałdańskie Zagłębie Rud Żelaza (ros. Южно-Алданский железорудный район) – obszar występowania bogatych złóż rud żelaza w Górach Ałdańskich, w Jakucji (azjatycka część Rosji) i w zagłębiu Kańsko-Aczyńskim, a także w okręgu Uralskim.
Obejmuje obszar od Ałdanu do osiedla Małyj Nimnyr; zawiera złoża rud magnetytowych; zbadane w latach 50. XX w. Największym złożem jest złoże Tajożne (ros. Таёжное месторождение). W budowie linia kolejowa łącząca zagłębie z BAM-em.